# Nordreisa kommun
Nordreisa kommun (norska: Nordreisa kommune, nordsamiska: Ráisan suohkan, kvänska: Raisin komuuni) är en kommun i Troms fylke i norra Norge. Kommunens centralort är tätorten Storslett.
Nordreisa kommun gränsar i norr mot Skjervøy kommun, i öster mot Kvænangens kommun och Kautokeino kommun, samt i väster mot Kåfjords kommun. I söder gränsar kommunen till Enontekis kommun i Finland.
Reisa nationalpark ligger i den södra delen av kommunen. Halti kvenkultursenter och Halti nasjonalparksenter ligger i centralorten Storslett. I detta ligger också utställningslokaler och huvudkontoret för Nord-Troms Museum. I Reisadalen ligger Tørfoss kvängård.

## Administrativ historik
Nordreisa kommun bildades 1886 genom en delning av Skjervøy kommun. 1890 överfördes ett område med 32 invånare från Skjervøy kommun. 1972 och 1982 överfördes ytterligare områden från Skjervøy kommun, dessa gånger med en befolkning om 1 556 respektive 428 invånare.

## Tätorter
- Storslett är centralort och har omkring 1.500 invånare.
- Sørkjosen ligger på västsidan av Reisafjorden, fem kilometer nordväst om Storslett, vid Europaväg 6 och har 900 invånare. I Sørkjosen ligger den regionala flygplatsen Sørkjosens flygplats.

## Socknar
Inom Norska kyrkan motsvaras Nordreisa kommun av Nordreisa socken i Nord-Troms prosteri i Nord-Hålogalands stift.